# Lee Hye-young (attrice 1962)
Lee Hye-young (이혜영?; Seul, 25 novembre 1962) è un'attrice sudcoreana.

## Filmografia

### Cinema
- Muleupgwa muleupsai (무릎과 무릎사이?), regia di Lee Chang-ho (1984)
- Gyeoul nageune (겨울 나그네?), regia di Kwak Ji-kyun (1986)
- Yeowan beol (1986)
- Ticket (티켓?), regia di Im Kwon-taek (1986)
- Dwineun ja naneun ja (1986)
- Geolieui agsa (거리의 악사?), regia di Jeong Ji-yeong (1987)
- Du yeojaui jib (두 여자의 집?), regia di Kwak Ji-kyun (1987)
- Sa bang-ji (사방지?), regia di Song Kyung-shik (1988)
- Uiheomhan hyanggi (1988)
- Songgong sidae (성공시대?), regia di Jang Sun-woo (1988)
- Je2ui seong (1989)
- Korean Connection (1990)
- Nambugun (남부군?), regia di Chung Ji-young (1990)
- Gyeoul ggumeun nalgi anheunda (겨울꿈은 날지 않는다?), regia di Choi Seong-shik (1991)
- Gaebyeok (1991)
- Pi-wa bul (피와 불?), regia di Seon Woo-wan (1991)
- Myeongja aggiggo sonya (명자 아끼꼬 쏘냐?), regia di Lee Jang-ho (1992)
- Hwa-eomgyeong (화엄경?), regia di Jang Sun-woo (1993)
- Aju teukbyeolhan byeonshin (아주 특별한 변신?), regia di Lee Seok-ki (1994)
- He-eodeuleseo (헤어드레서?), regia di Choi Jin-su (1995)
- Pido nunmuldo eobshi (피도 눈물도 없이?), regia di Ryoo Seung-wan (2002)
- Haryu-insaeng (하류인생?), regia di Im Kwon-taek (2004)
- Deo geim (더 게임?), regia di Yoon In-ho (2008)
- Nawa bomnalui yaksok (나와 봄날의 약속?), regia di Baek Seung-bin (2018)

### Televisione
- Mi-anhada, saranghanda (미안하다, 사랑한다?) – serie TV (2004)
- Fashion 70s (패션 70s?) – serie TV (2005)
- Eunneun eolgeullo dor-abora (웃는 얼굴로 돌아보라?) – serie TV (2006)
- Kkotboda namja (꽃보다 남자?) – serie TV (2009)
- Nae maeum-i deullini (내 마음이 들리니?) – serie TV (2011)
- Mother (마더?) – serie TV (2018)
- Mubeop byeonhosa (무법 변호사?) – serie TV (2018)
- Big Bet - La grande scommessa (카지노?, KajinoLR) – serie TV (2022-2023)